# ルーズリーフ

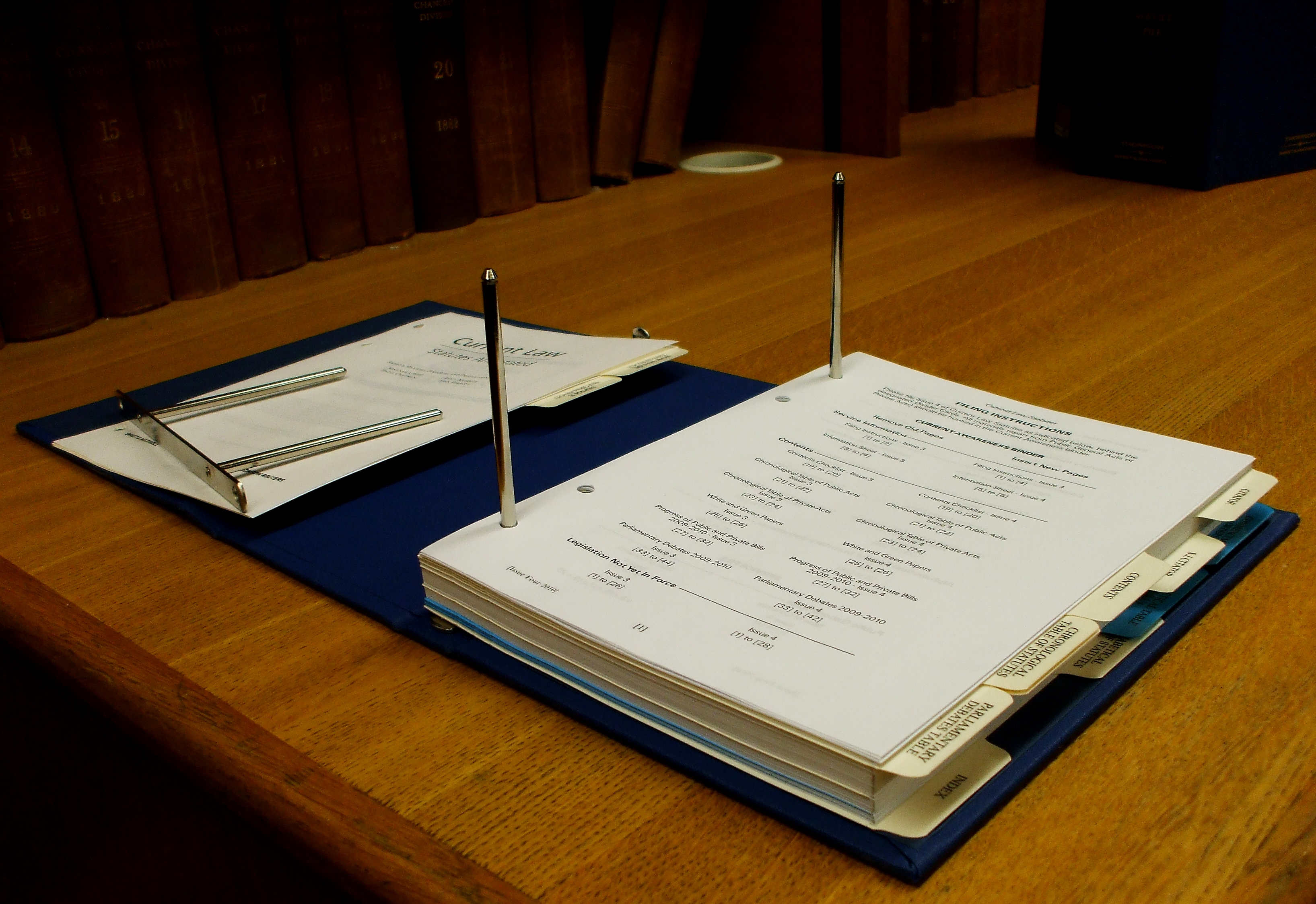
ルーズリーフの用紙

ルーズリーフ (loose leaf) とは、綴じるための穴が開いたノート用紙、またはそのノート用紙をバインダーなどに綴じたものを指す語である。また、そのような紙を加除式バインダーで綴じるような柔軟な製本システムのことも指す。
ルーズリーフ式の書籍は加除式書籍と呼ばれる。ページの抜き差しが容易なことが特徴であり、螺旋綴じにされた場合にはルーズリーフとは呼ばない。容易に改竄できるため、実験ノートとしての利用には不適である。
ルーズリーフの用紙には規定の個数・間隔の穴が開けられ、適合したバインダーに綴じることができる。ルーズリーフの「ルーズ」とは、紙に開けられた穴によってバインダーから自由に取り外しができるという意味である。バインダーはリング式も多い。

## 歴史
ルーズリーフが発明されたのは1854年。ルーズリーフを利用した出版形態（加除式書籍）は、プレンティスホール (Prentice Hall) の創設者リチャード・プレンティス・エッティンガーによって1913年に考案された。プリンストン大学の租税法学の教授の下で助手をしていた当時19歳の彼は、自分の責任で教授本を出版するという金になる仕事を任せられた。初刷の売れ行きが好調であったため彼は印刷所に重刷を注文したが、この第2刷が到着したちょうどその日に、アメリカ合衆国議会は時代遅れだった租税法を改正してしまった。この逆境に直面したエッティンガーは、ページをバラバラに切り離せるようにし、穴を開けてリング式のバインダーに収め、改正がなされたページは取り替える、という方法を思いついた。この方法はコストがかかるが、該当するページを交換するだけで、将来のいかなる法改正にも簡単に対応できるという利点を持っていた。

## 用紙
用紙は10枚単位や100枚単位といったパックで販売されていることが多い。以下のような種類がある。
横罫
一般的に、等間隔に罫線と呼ばれる水平線が引かれている本文のほかに、本文と欄外を区切る線、および欄外に日付やページ番号などを記入できる箇所がある。主に文字を書くことを目的とする。
基本的に、罫線の間隔が大きい「広罫」(wide ruled)と、小さい「細罫」(college ruled)の2種類に分けられる。前者は大きな文字を書く小学生などに使われる。
方眼
方眼紙のようにマス目が印刷されている。マス目がガイドになるので、行間や文字の大きさが揃えやすい特長を持つ。主に図や表を書くことを目的とする。
無地
いわゆる「白紙」の用紙。縦横にとらわれずに絵や図を書いたり切り抜きを貼り付けたりできるなど、自由度が高い特長を持つ。
用紙の色は白色が多いが、用途に合わせて使い分けができるように様々な色の用紙も販売されている。

## 規格

### 2穴式
ISO規格・JIS規格で、穴の間隔は80mm。

### 多穴式
ISO規格では、穴間隔 8.47mm (1/3 インチ）の用紙が用いられる。多くのリング綴じ製本と等しい。

#### 日本
日本では、JIS Z 8303に基づく用紙が用いられる。
- 穴間隔は 9.5mm。
- 用紙の寸法は、A4(大きめ)、B5(スタンダード)、A5(小さめ)の3種類。
- 横罫の間隔はA罫(7mm)とB罫(6mm)の2種類。